# Mongiove
Mongiove is een plaats (frazione) in de Italiaanse gemeente Patti.